# Car2go
car2go (englisch car „Auto“ und to go „zum Mitnehmen“) war ein Carsharing-Anbieter des deutschen Automobilherstellers Daimler. Zuletzt wurde der Dienst an 25 Standorten in neun Ländern angeboten und verfügte über rund 15.000 Fahrzeuge. Weltweit waren 2018 über 3,6 Millionen Nutzer registriert.

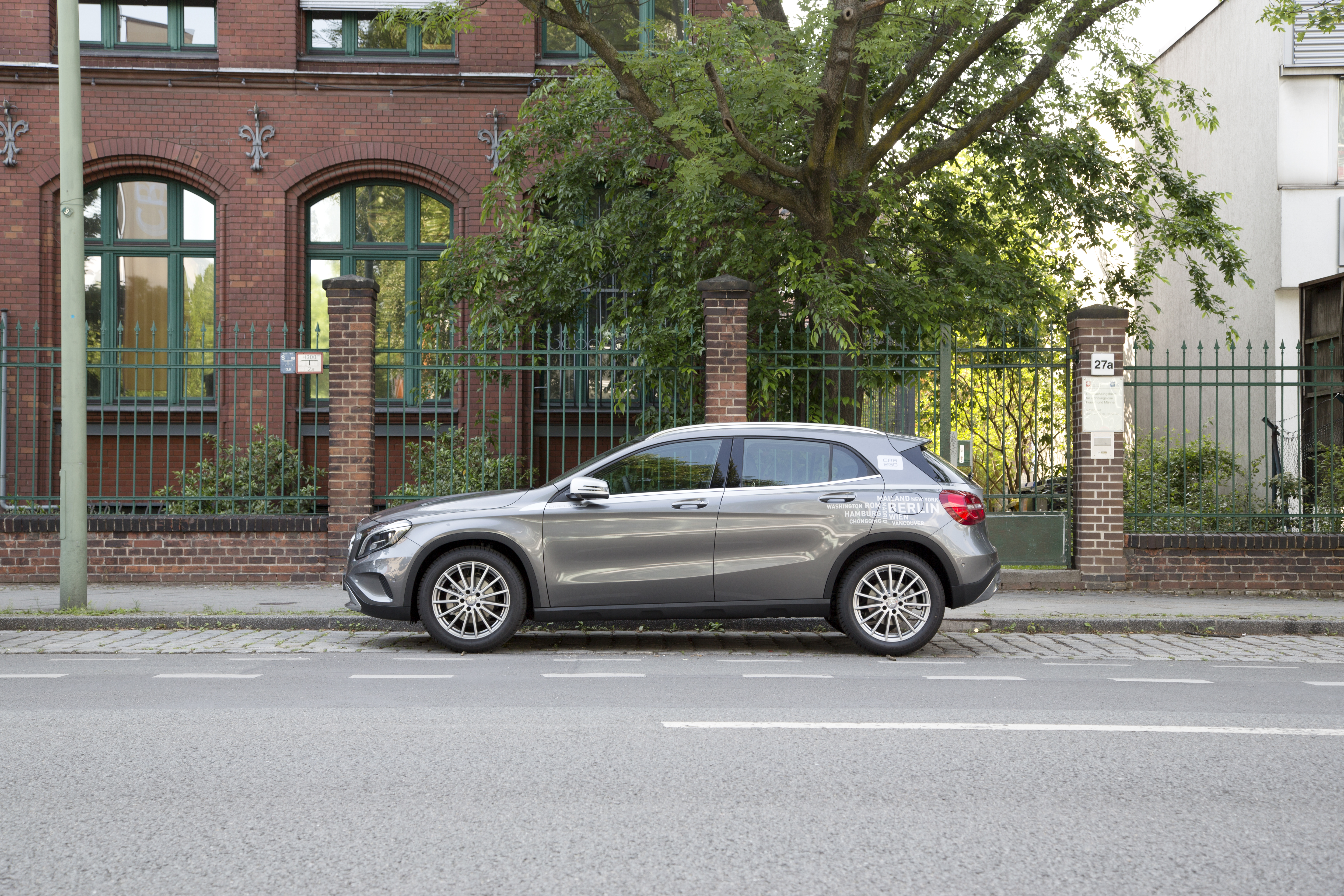
Mercedes-Benz GLA von car2go in Berlin

Mitte Februar 2019 fusionierte car2go mit DriveNow zur Marke Share Now. Diese war zu dem Zeitpunkt Teil der moovel Group, einem Joint-Venture der Unternehmen BMW und Mercedes-Benz und ist heute im Besitz von Stellantis.

## Geschichte

### Pilotprojekte
car2go startete ein erstes Pilotprojekt im Oktober 2008 im baden-württembergischen Ulm, gefolgt von einem zweiten Pilotprojekt im November 2009 in der texanischen Hauptstadt Austin. Von August 2010 bis März 2011 führte car2go einen Test mit ausgewählten Nutzergruppen im kanadischen Vancouver durch.
In Ulm wurden zunächst 50 Smart Fortwo für Daimler-Mitarbeiter zur Verfügung gestellt. Im März 2009 wurde die Flotte von 200 Smart-Fortwo-Fahrzeugen in Ulm und der bayerischen Nachbarstadt Neu-Ulm für die Öffentlichkeit zugänglich gemacht. Im März 2011 wurden die je 200 Fahrzeuge in Ulm und Austin durch je 300 Fahrzeuge der smart „car2go edition“ mit Solardach ersetzt. Aus Rentabilitätsgründen wurde der Ulmer Standort im Dezember 2014 eingestellt.

### Regionale Entwicklungsgeschichte

#### Deutschland

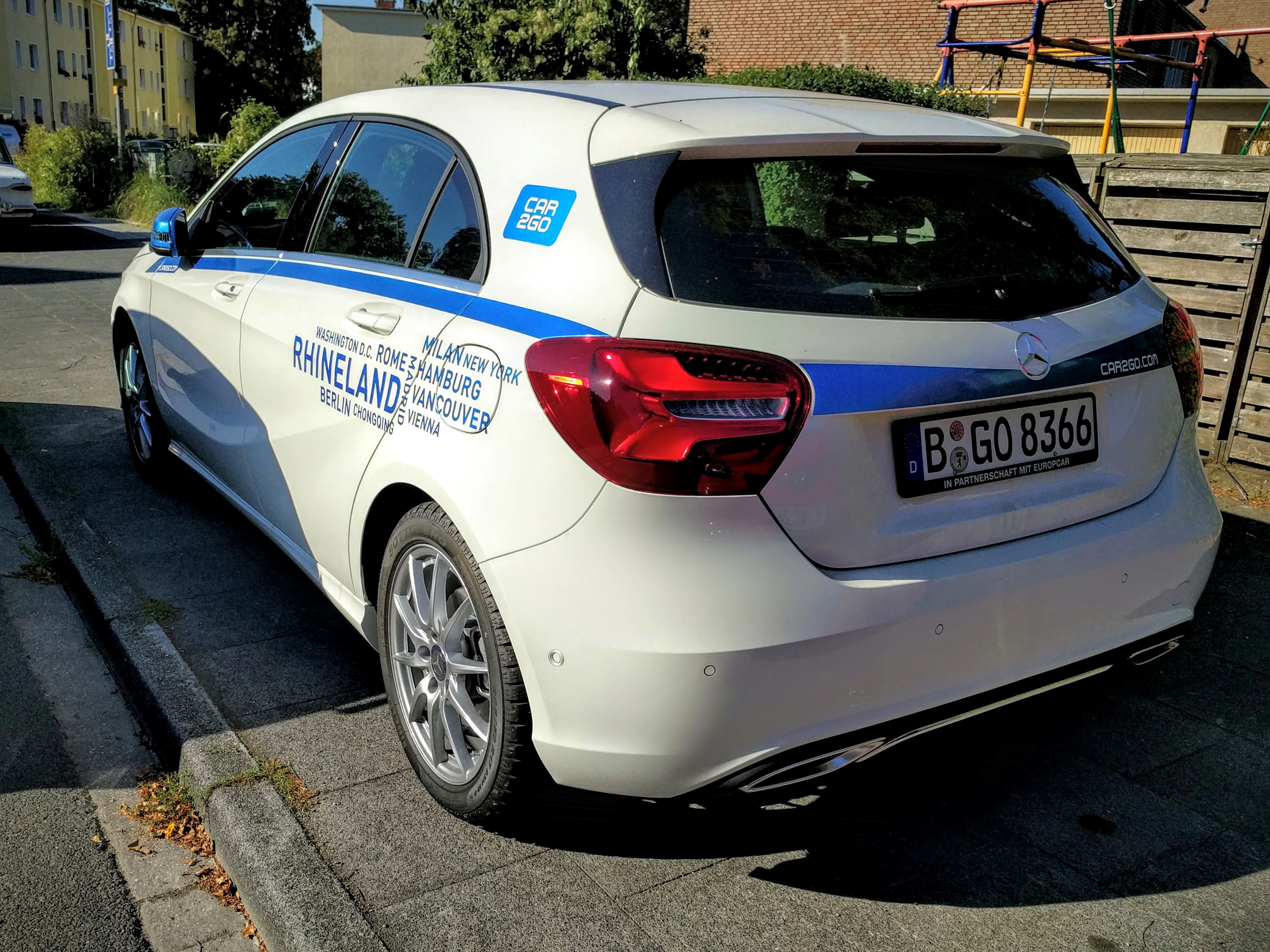
A-Klasse bei Car2Go Rheinland

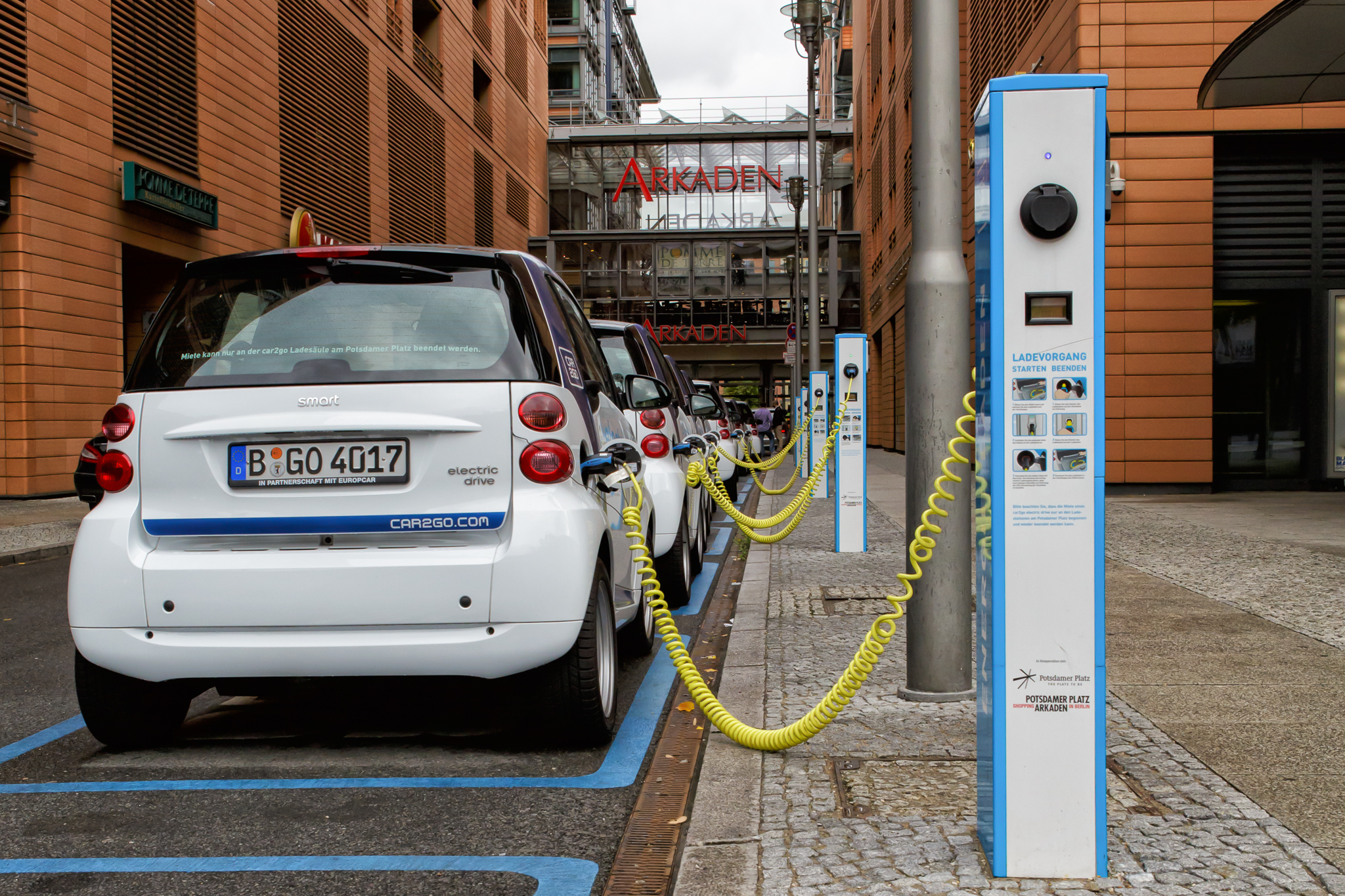
car2go-Elektroautos in Berlin

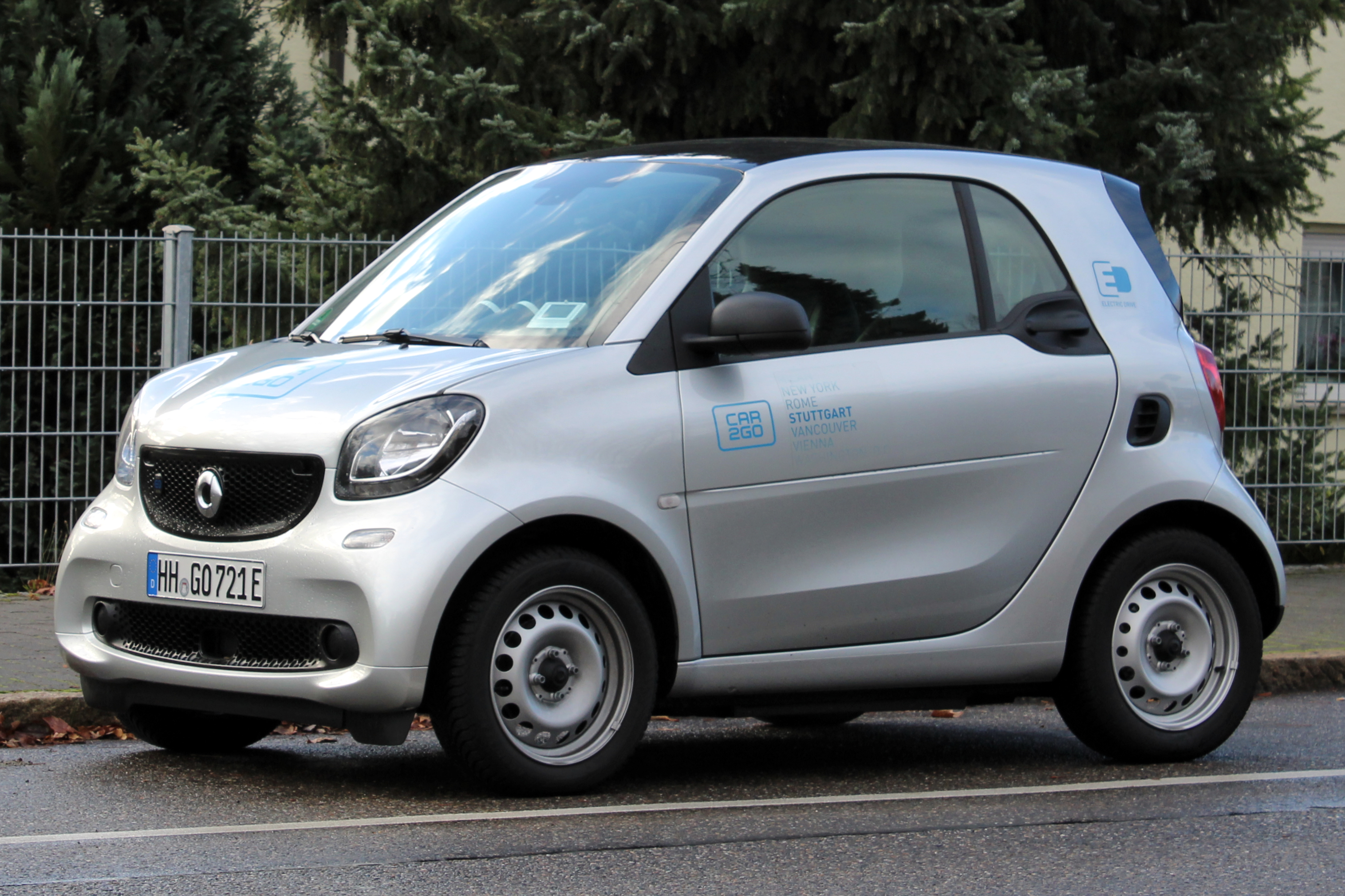
car2go-Fahrzeug in Stuttgart

Im Frühjahr 2011 startete car2go mit einer Flotte von 300 Fahrzeugen in Hamburg, die mit der Zeit auf 1140 Fahrzeuge aufgestockt wurde.
In Berlin startete car2go zum 26. April 2012 mit zunächst 1000 Fahrzeugen. Zum Oktober 2012 wurde die Fahrzeugflotte um 200 Fahrzeuge vergrößert. Die über 25.000 angemeldeten Kunden nutzen die Fahrzeuge über 20.000 Mal in der Woche (Stand November 2012). Zeitweise wurden 16 stationsgebundene Elektro-Smarts am Potsdamer Platz zur Miete angeboten.
Ab Juni 2016 waren in Berlin 300 Mercedes-Benz Fahrzeuge der Baureihen A-Klasse, B-Klasse, GLA und CLA verfügbar. Dies war vorerst als Pilotversuchs angedacht. Bis Ende 2016 wurden Mercedes-Benz Fahrzeuge auch in die Standorte Frankfurt, Rheinland und München integriert. Im Rahmen eines weiteren Pilotprojektes bietet car2go seit November 2017 in Hamburg und München die CLA-Baureihe in einer 280 kW (381 PS) starken AMG-Variante an.

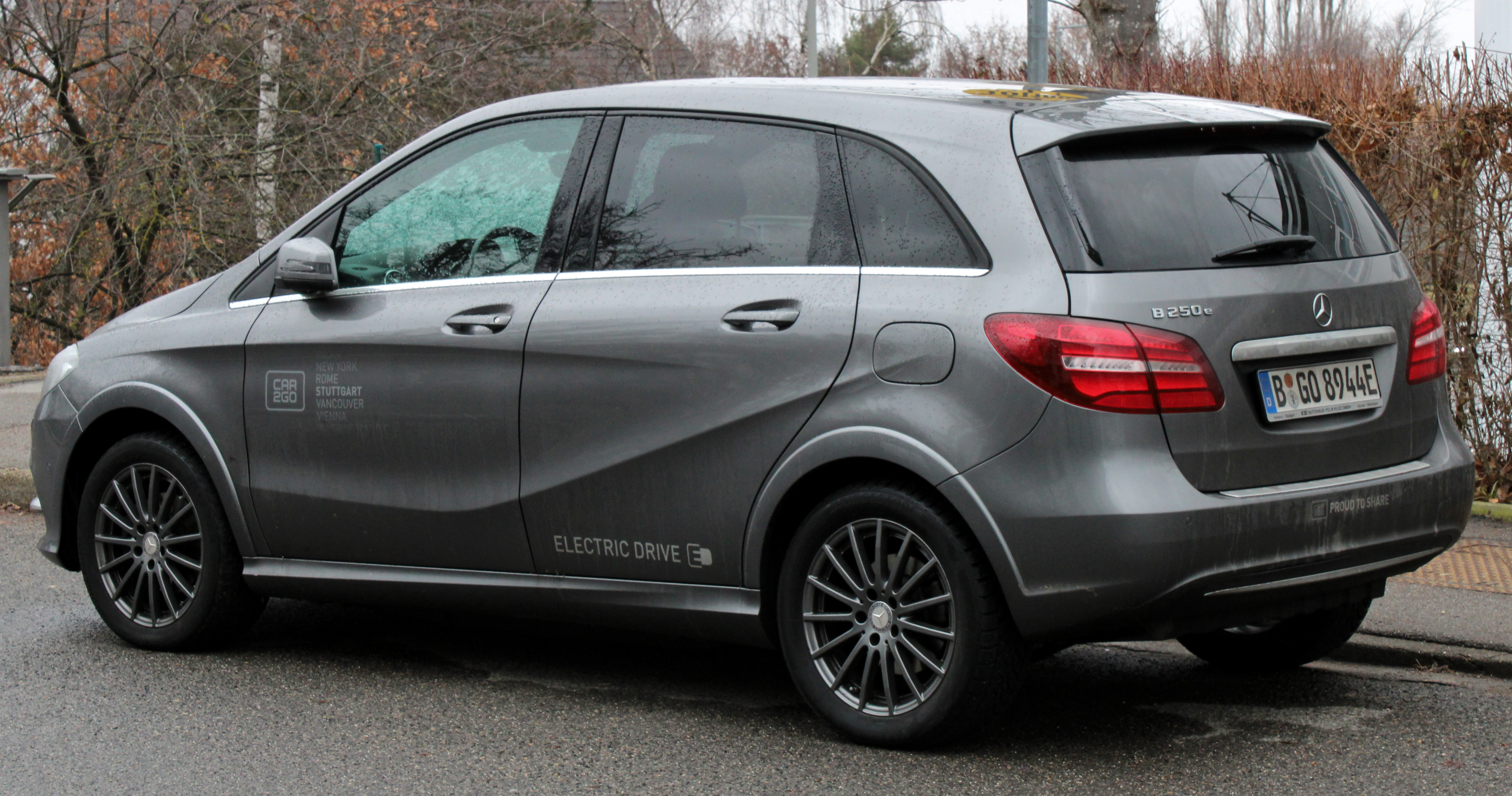
Elektrisch angetriebene car2go-B-Klasse in Stuttgart.

Seit dem 18. Dezember 2013 wurde das Stuttgarter car2go-Geschäftsgebiet um die Städte Böblingen, Sindelfingen, Esslingen am Neckar und Gerlingen erweitert. Gleichzeitig wurde die Stuttgarter Flotte von 450 smart fortwo electric drive auf 500 Stück erhöht. In den zusätzlich erschlossenen Städten wurden insgesamt 50 weitere Ladesäulen aufgestellt. Im März 2017 kamen 50 elektrisch betriebene B-Klassen von Mercedes-Benz hinzu und November 2017 wurde das Geschäftsgebiet verkleinert und eine „Drop Off-Fee“ für bestimmte Gebiete eingeführt.

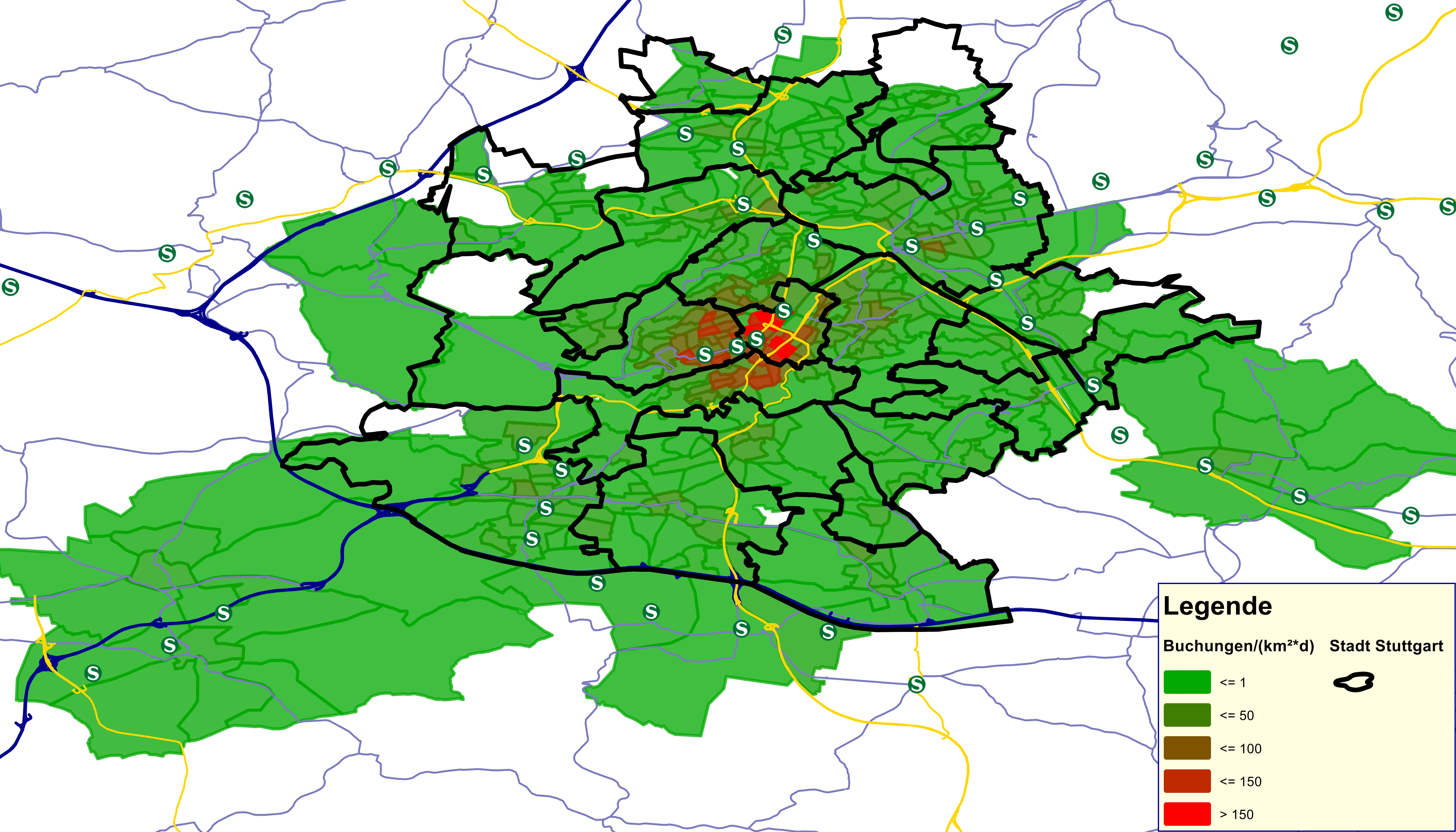
Da car2go insbesondere in dicht besiedelten Stadtbezirken genutzt wird, verkleinerte der Betreiber einige Geschäftsgebiete in den Randbereichen.

Zum 1. April 2014 verkleinerte car2go in den Städten Berlin, Düsseldorf, Köln und Ulm erstmals das jeweilige Geschäftsgebiet um einzelne Stadtteile. Begründet wurde dies, dass damit in den zentralen Stadtbezirken mehr Autos zur Verfügung stehen sollten.
Eine weitere Verkleinerung der Geschäftsgebiete um Stadtteile außerhalb der Innenstädte in Wien, Berlin, Hamburg, Köln, Düsseldorf und München setzte das Unternehmen zum 17. August 2015 um. Diese Entwicklung war nicht unumstritten, da mit der Verkleinerung der Geschäftsgebiete solche Teilräume am Stadtrand vom Angebot ausgeschlossen wurden, in denen die Alternativen zum Privatauto geringer waren. Aus Sicht des Betreibers ergab eine solche Verkleinerung jedoch durchaus Sinn, da das Carsharing in diesen Randgebieten deutlich seltener genutzt wurde und die Fahrzeuge dort regelmäßig durch Relokationen in die höher nachgefragten Innenstadtbereiche gebracht werden mussten.

#### Nordamerika
Das mit 200 Fahrzeugen betriebene Pilotprojekt in Austin wurde nach erfolgreichen Tests im Mai 2010 der gesamten Bevölkerung zugänglich gemacht. Im Dezember 2012 startete car2go mit 330 smart fortwo in Seattle.
Im Juni 2011 startete car2go in Vancouver mit 225 Fahrzeugen.
Im Herbst 2011 folgten San Diego und Amsterdam mit einer Flotte von je 300 smart electric drive. Im März 2016 kündigt car2go an, die Fahrzeugflotte in San Diego von mittlerweile 400 Elektrofahrzeugen noch im Mai des Jahres durch benzinbetriebene Fahrzeuge zu ersetzen. Begründet wird dieser Schritt mit dem schleppenden Ausbau des geplanten Netzes mit Ladestationen. Außerdem sollte der Minutenpreis für die Ausleihe auf unter 50 % gesenkt werden.
Am 8. Juni 2013 startete mit car2go Denver mit 300 Fahrzeugen die siebte Filiale in den Vereinigten Staaten.

#### Europa
Am 5. Dezember 2011 nahm car2go in Wien den Betrieb auf.
Am 1. Februar 2012 folgte Lyon mit 200 Fahrzeugen. Nach einem verlorenen Markenrechtsstreit mit dem französischen Autovermieter CarGo, musste car2go den Betrieb im Juni 2012 wieder einstellen.
Ab 4. Dezember 2012 war car2go in London mit 500 Smartwagen zum ersten Mal im Vereinigten Königreich verfügbar.
Im Mai 2013 startete car2go in der zweitgrößten Stadt des Vereinigten Königreichs, in Birmingham.
Ab August 2013 startete mit car2go Mailand mit zunächst 150 Fahrzeugen (ab Mitte September 450 Fahrzeuge) die erste Filiale in Italien.
Im Mai 2014 hat sich car2go aus den Standorten London und Birmingham und damit vollständig aus dem Vereinigten Königreich zurückgezogen. Gleiches Vorgehen galt für Los Angeles im Juni 2015 und Miami im Laufe des Jahres 2016.

### Fusion
Im Januar 2018 wurde bekannt, dass Daimler und BMW ihre Carsharing-Unternehmen zusammenlegen wollen. Hierzu hatte Daimler sämtliche Anteile von Europcar (25 %) aufgekauft. Dem gemeinsamen Antrag von BMW und Daimler für ein Joint-Venture erteilte die EU im November 2018 eine Freigabe unter Auflagen, im Dezember 2018 folgte die US-amerikanische Wettbewerbsbehörde. Neben den beiden Carsharing-Angeboten car2go und DriveNow wurde in dem Unternehmen Share Now eine Reihe weiterer Angebote gebündelt, beispielsweise die Taxi- und Mobilitäts-Apps Mytaxi und Moovel von Daimler, sowie die Park- und Elektroauto-Ladedienste von BMW.
Vorerst wurden verfügbare Fahrzeuge beider Carsharing-Marken in der car2go-App angezeigt, im November 2019 folgte eine gemeinsame Share-Now-App. Die Fahrzeuge wurden im Laufe des Jahres 2019 vorerst mit beiden Markennamen (car2go und Share Now) versehen und nach einer Übergangszeit nur noch mit dem neuen Markennamen.

## Gesellschaftsstruktur
Von der Gründung 2009 bis zur Fusion im Februar 2019 war car2go Eigentum der Daimler AG. Die car2go GmbH hatte ihren Sitz in Leinfelden-Echterdingen. Die car2go Europe GmbH hatte ihren Sitz in Stuttgart. Unter dieser Gesellschaft wurden die einzelnen Landesgesellschaften in Europa gebündelt. In Deutschland gab es die car2go Deutschland GmbH, die sich wie die car2go Europe GmbH und die car2go Group GmbH, in Leinfelden-Echterdingen befand.
Zum Jahreswechsel 2012/2013 wurde die car2go GmbH zur Daimler Mobility Services GmbH umfirmiert, in der Daimler verschiedene Mobilitätsdienste unter einem eigenen Dach zusammenfasst wurden.
Weitere regionale Gesellschaften waren die car2go Österreich GmbH in Österreich, car2go N. A. LLC in den USA mit Sitz in Austin, Texas und car2go Canada Ltd in Kanada. Die österreichische Tochterfirma in Wien von Share Now firmiert weiterhin als car2go Österreich GmbH (Stand Mai 2022).

## Mobilitätskonzept

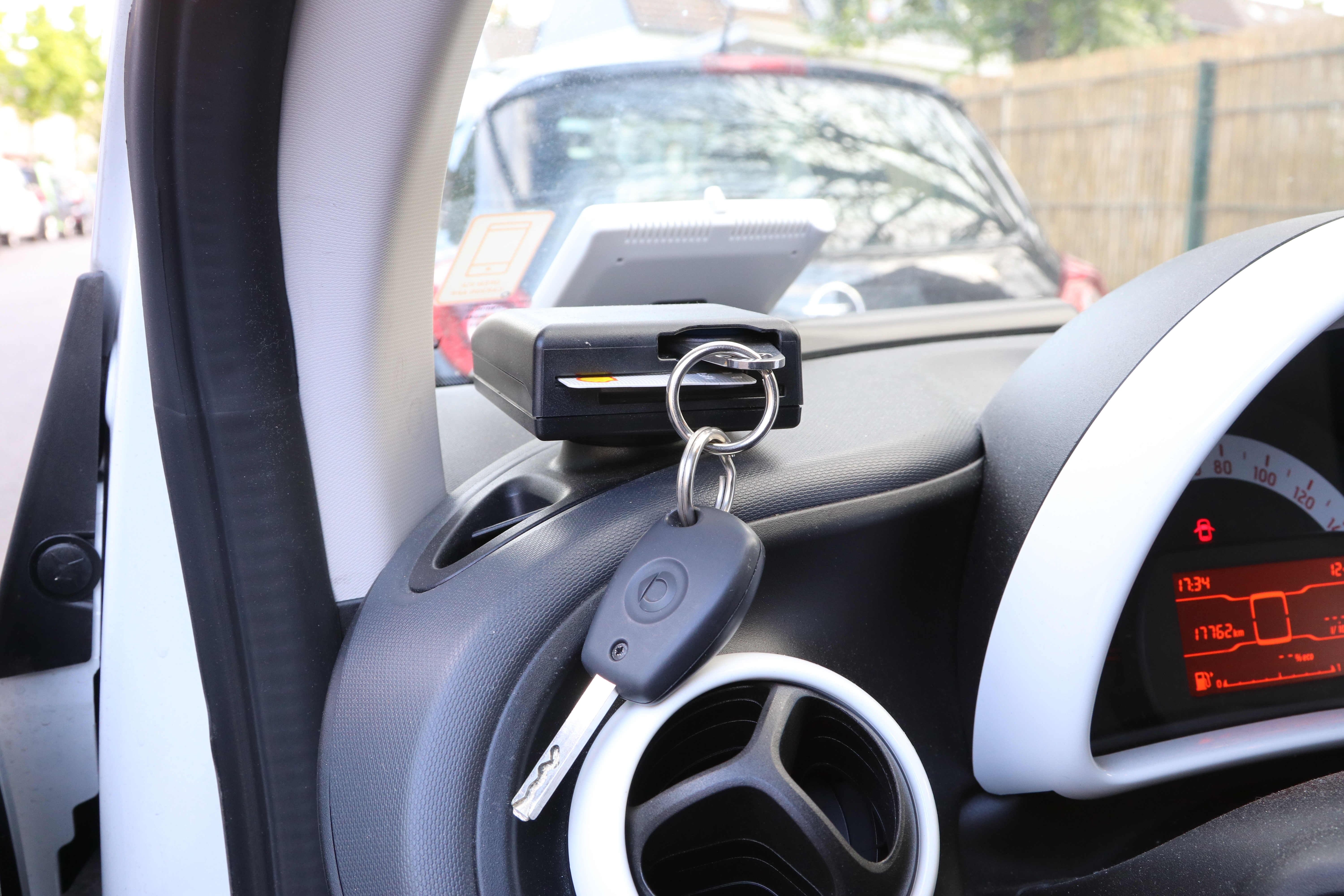
Schlüsselhalterung in einem Car2Go-Smart. Der Zündschlüssel ist zwischen den Einsätzen in dieser Halterung eingesteckt. Darunter steckt eine Tankkarte.

Im Gegensatz zu einigen anderen Carsharing-Programmen, wie beispielsweise bei Cambio CarSharing oder Stadtmobil, war bei car2go die Fahrzeuge nicht an festgelegten Verleihstationen positioniert, sondern frei über das Geschäftsgebiet verteilt. Kunden konnten das nächstgelegene Fahrzeug über die eigene car2go Smartphone-App oder via Telefonhotline lokalisieren und spontan mieten. Die Nutzer mussten sich zu Mietbeginn weder auf eine Rückgabezeit noch auf einen Rückgabeort festlegen, sondern konnten das Fahrzeug nach der Nutzung auf einem Parkplatz im Stadtgebiet abstellen.
Die Parkplatzregelungen unterschieden sich je nach Stadt. So durften die car2go-Fahrzeuge in Austin, Düsseldorf, Hamburg, Köln und Berlin auf jedem städtisch verwalteten Parkplatz gebührenfrei abgestellt werden, während car2go-Fahrer in Ulm die Miete nur auf gebührenfreien, öffentlichen Parkplätzen beenden konnten oder mit Hilfe einer Parkkarte kostenlosen Zutritt zu innerstädtischen Parkhäusern hatten.
Da es sich bei car2go um ein innerstädtisches Mobilitätskonzept für Kurzzeitmieten handelte, erfolgte die Abrechnung im Minutentakt und beinhaltet gefahrene Kilometer, Versicherung, Kraftstoff und Parkgebühren. Kunden zahlten eine einmalige Registrierungsgebühr, aber ansonsten weder Kaution noch monatliche oder jährliche Mitgliedsbeiträge.
Die Flotte bestand aus zweisitzigen, elektrisch oder mit Verbrennungsmotor betriebenen Kleinstwagen der Marke smart fortwo, smart forfour 453 aus der konzerneigenen Pkw-Produktionspalette, sowie Fünfsitzern der Typen Mercedes-Benz A-Klasse, CLA-Klasse, B-Klasse, und GLA-Klasse.
Nur die zur Nutzung anfallenden Daten über Anfangs- und Endpunkte der Fahrt, mit den dazugehörigen Zeitpunkten wurden gespeichert, dazu gehörten jedoch auch Zwischenstopps zum Parken. Die GPS-Daten wurden zehn Jahre lang gespeichert.

## Standorte
Die folgenden Daten beziehen sich auf spätestens Januar 2019.
| Stadt                                | Land                   | Fahrzeuge | Gebiet  | Kunden  | Einw.     | Start     | Ende      |
| ------------------------------------ | ---------------------- | --------- | ------- | ------- | --------- | --------- | --------- |
| Ulm                                  | Deutschland            | 300       |         | 20.000  | 124 T     | März 2009 | Dez. 2014 |
| Austin (Texas)                       | Vereinigte Staaten     | 320       | 77 km²  | 64.000  | 947 T     | Mai 2010  | Okt. 2019 |
| Hamburg                              | Deutschland            | 900       | 102 km² | 134.000 | 1,8 Mio.  | Apr. 2011 | [ A 2 ]   |
| Vancouver                            | Kanada                 | 1.200     | 116 km² | 119.000 | 631 T     | Juni 2011 | Feb. 2020 |
| Amsterdam                            | Niederlande            | 350       | 59 km²  | 40.000  | 851 T     | Nov. 2011 | [ A 2 ]   |
| San Diego                            | Vereinigte Staaten     | 300       | 59 km²  | 12.500  | 1,4 Mio.  | Nov. 2011 | Dez. 2016 |
| Wien                                 | Österreich             | 800       | 97 km²  | 113.000 | 1,88 Mio. | Dez. 2011 | [ A 2 ]   |
| Rheinland (Düsseldorf u. Köln)       | Deutschland            | 650       | 120 km² | 83.000  | 1,7 Mio.  | Jan. 2012 | [ A 2 ]   |
| Lyon                                 | Frankreich             | 200       |         |         | 513 T     | Feb. 2012 | Juni 2012 |
| Washington, D.C.                     | Vereinigte Staaten     | 600       | 219 km² | 59.000  | 672 T     | März 2012 | Feb. 2020 |
| Portland (Oregon)                    | Vereinigte Staaten     | 420       | 110 km² | 46.000  | 639 T     | März 2012 | Okt. 2019 |
| Berlin                               | Deutschland            | 1.200     | 160 km² | 219.000 | 3,61 Mio. | Apr. 2012 | [ A 2 ]   |
| Toronto                              | Kanada                 | 430       | 102 km² | 52.000  | 2,62 Mio. | Juni 2012 | Juni 2018 |
| Calgary                              | Kanada                 | 600       | 85 km²  | 104.000 | 1,24 Mio. | Juli 2012 | Okt. 2019 |
| Miami                                | Vereinigte Staaten     | 300       |         | 16.000  | 409 T     | Juli 2012 | Feb. 2016 |
| Stuttgart                            | Deutschland            | 500       | 101 km² | 105.000 | 633 T     | Nov. 2012 | [ A 2 ]   |
| Seattle                              | Vereinigte Staaten     | 720       | 211 km² | 85.000  | 704 T     | Dez. 2012 | Feb. 2020 |
| London                               | Vereinigtes Königreich | 500       |         |         | 8,17 Mio. | Dez. 2012 | Mai 2014  |
| Denver                               | Vereinigte Staaten     | 330       | 102 km² | 40.000  | 693 T     | Juni 2013 | Okt. 2019 |
| München                              | Deutschland            | 500       | 89 km²  |         | 1,46 Mio. | Juni 2013 | [ A 2 ]   |
| Birmingham                           | Vereinigtes Königreich | 250       |         | 6.000   | 1,1 Mio.  | Mai 2013  | Mai 2014  |
| Mailand                              | Italien                | 940       | 114 km² | 119.000 | 1,35 Mio. | Aug. 2013 | [ A 2 ]   |
| Twin Cities (Minneapolis & St. Paul) | Vereinigte Staaten     | 550       | 288 km² |         | 2,85 Mio. | Sep. 2013 | Dez. 2016 |
| Columbus (Ohio)                      | Vereinigte Staaten     | 200       | 59 km²  |         | 810 T     | Okt. 2013 | Juli 2018 |
| Montreal                             | Kanada                 | 480       | 104 km² | 44.000  | 1,7 Mio.  | Nov. 2013 | Feb. 2020 |
| Rom                                  | Italien                | 665       | 78 km²  | 125.000 | 2,87 Mio. | März 2014 | [ A 2 ]   |
| Florenz (und Prato)                  | Italien                | 250       | 55 km²  |         | 382 T     | Juni 2014 | Feb. 2020 |
| Los Angeles (South Bay)              | Vereinigte Staaten     | 150       | 70 km²  |         |           | Juni 2014 | Juni 2015 |
| Frankfurt am Main                    | Deutschland            | 250       | 62 km²  |         | 747 T     | Sep. 2014 | [ A 2 ]   |
| Kopenhagen                           | Dänemark               | 200       | 50 km²  |         | 570 T     | Sep. 2014 | Feb. 2016 |
| Eugene (Oregon)                      | Vereinigte Staaten     | 50        | 16 km²  |         | 156 T     | Okt. 2014 | Feb. 2015 |
| New York City (Brooklyn)             | Vereinigte Staaten     | 570       | 116 km² | 51.000  | 2,50 Mio. | Okt. 2014 | Feb. 2020 |
| Stockholm                            | Schweden               | 100       | 25 km²  |         | 0,9 Mio.  | Dez. 2014 | Nov. 2016 |
| Turin                                | Italien                | 450       | 53 km²  |         | 887 T     | Apr. 2015 | [ A 2 ]   |
| Madrid                               | Spanien                | 850       | 53 km²  | 190.000 | 3,18 Mio. | Nov. 2015 | [ A 2 ]   |
| Chongqing                            | Volksrepublik China    | 600       | 97 km²  | 234.000 | 6,6 Mio.  | Apr. 2016 | Mai 2019  |
| Chicago                              | Vereinigte Staaten     | 400       | 75 km²  |         | 2,72 Mio. | Juli 2018 | Dez. 2019 |
| Paris                                | Frankreich             | 400       | 77 km²  |         | 2,19 Mio. | Jan. 2019 | [ A 2 ]   |

1. 1 2 3  Stand Januar 2019, es sei denn, der Standort wurde zuvor geschlossen
2. 1 2 3 4 5 6 7 8 9 10 11 12 13  Standort ab 2019 Teil von Share Now (später Free2move)
3. 1 2 3 4  Standort mit ausschließlich elektrischen Fahrzeugen